# Piotr Lisek
Piotr Lisek (ur. 16 sierpnia 1992 w Dusznikach) – polski lekkoatleta specjalizujący się w skoku o tyczce.
Medalista mistrzostw świata, halowych mistrzostw świata oraz halowych mistrzostw Europy. Wielokrotnie stawał na podium mistrzostw Polski w różnych kategoriach wiekowych. Aktualny absolutny rekordzista Polski (6,02 w 2019).

## Kariera lekkoatlety

### Początki
Na początku kariery lekkoatletycznej specjalizował się w biegach przełajowych oraz skakał wzwyż. W 2006 roku wystartował w mistrzostwach Polski młodzików (U16), a w 2009 zdobył pierwszy w karierze medal na zawodach rangi mistrzowskiej – brąz ogólnopolskiej olimpiady młodzieży. W 2011 został brązowym medalistą halowych mistrzostw Polski seniorów; od tegoż roku jego szkoleniowcem był Wiaczesław Kaliniczenko, który wcześniej trenował m.in. Monikę Pyrek (współpraca trwała do 2015).

### 2012–2014
Zimą 2012 roku zajął piąte miejsce podczas halowych mistrzostw Polski. W czerwcu 2012 zawodnik, skacząc 5,30, zajął drugie miejsce w mistrzostwach Polski seniorów w Bielsku-Białej. Testy antydopingowe przeprowadzone na tych zawodach wykazały obecność u tyczkarza niedozwolonego środka (metyloheksaminy) – substancja znalazła się w organizmie zawodnika po wypiciu ogólnodostępnego napoju energetycznego. Ostatecznie zawodnik został ukarany karą 6 miesięcy dyskwalifikacji (od 15 czerwca do 14 grudnia 2012). W 2013 roku odpadł w eliminacjach podczas halowych mistrzostw Europy oraz mistrzostw Europy młodzieżowców w Tampere. W sezonie halowym 2014 był jednym z faworytów do zdobycia złotego medalu halowych mistrzostw Polski, ale w Ergo Arenie nie zaliczył pierwszej wysokości – w związku z tym nie wystartował w halowych mistrzostwach świata, ale w trzech startach po mistrzostwach Polski pokonał 5,75, 5,76 oraz 5,77. W sierpniu 2014 roku zajął szóste miejsce w mistrzostwach Europy.

### 2015–2017
28 lutego 2015, tydzień po wygraniu halowych mistrzostw Polski poprawił w niemieckiej miejscowości Bad Oeynhausen halowy rekord Polski skacząc 5.90. 7 marca 2015 podczas halowych mistrzostw Europy w Pradze zdobył brązowy medal z wynikiem 5.85. Latem, 24 sierpnia 2015, został w Pekinie, wspólnie m.in. z Pawłem Wojciechowskim, brązowym medalistą mistrzostw świata. W 2015 jego trenerem został dotychczasowy asystent Kaliniczenki, Marcin Szczepański. W udanym sezonie 2016 Lisek został kolejno brązowym medalistą halowych mistrzostw świata w Portland oraz zajmował czwarte miejsca na mistrzostwach Europy oraz igrzyskach olimpijskich. 25 stycznia 2017 w Cottbus, podczas zawodów halowych został absolutnym rekordzistą Polski z wynikiem 5,92, a 10 dni później w Poczdamie poprawił ten wynik, uzyskując 6,00. Na początku marca w Belgradzie został, po wyrównanym konkursie, halowym mistrzem Europy.

### 2024
Podczas mityngu Hauts-de-France Pas-de-Calais Trophée w Liévin, Piotr Lisek zaprezentował wysoką formę, zajmując trzecie miejsce w konkursie. Polak pokonał poprzeczkę zawieszoną na wysokości 5,70 metra w drugiej próbie, ustępując jedynie Amerykaninowi Samowi Kendricksowi (5.76 m) i Francuzowi Thibautowi Colletowi (5.70 m w pierwszej próbie).
Piotr Lisek zdobył pierwsze miejsce w prestiżowym cyklu World Indoor Tour Gold. Polak przypieczętował swój triumf imponującym zwycięstwem w ostatnim mityngu w Madrycie, gdzie pokonał rywali w skoku o tyczce.

### 2025
Latem 2025 roku nastąpiła zmiana trenera Piotra Liska: Marcina Szczepańskiego zastąpiła Aleksandra Lisek. 

## Progresja wyników
| Rok          | 2006 | 2007 | 2008 | 2009 | 2010 | 2011  | 2012 | 2013 | 2014 | 2015  | 2016  | 2017  | 2018 | 2019 | 2020 | 2021 | 2022 | 2023 | 2024 |
| Wysokość (m) | 3,20 | 3,30 | 4,10 | 4,42 | 4,70 | 5,10i | 5,20 | 5,60 | 5,82 | 5,90i | 5,77i | 6,00i | 5,94 | 6,02 | 5,90 | 5,82 | 5,80 | 5,87 | 5,82 |

## Osiągnięcia

### Międzynarodowe
| Rok  | Impreza                                 | Miejsce        | Lokata            | Wynik |
| ---- | --------------------------------------- | -------------- | ----------------- | ----- |
| 2013 | Halowe mistrzostwa Europy               | Göteborg       | el. – 12. miejsce | 5,50  |
| 2013 | Młodzieżowe mistrzostwa Europy          | Tampere        | el. – 17. miejsce | 5,20  |
| 2014 | Superliga drużynowych mistrzostw Europy | Brunszwik      | 6. miejsce        | 5,42  |
| 2014 | Mistrzostwa Europy                      | Zurych         | 6. miejsce        | 5,65  |
| 2015 | Halowe mistrzostwa Europy               | Praga          | 3. miejsce        | 5,85  |
| 2015 | Superliga drużynowych mistrzostw Europy | Czeboksary     | 3. miejsce        | 5,80  |
| 2015 | Mistrzostwa świata                      | Pekin          | 3. miejsce        | 5,80  |
| 2016 | Halowe mistrzostwa świata               | Portland       | 3. miejsce        | 5,75  |
| 2016 | Mistrzostwa Europy                      | Amsterdam      | 4. miejsce        | 5,50  |
| 2016 | Igrzyska olimpijskie                    | Rio de Janeiro | 4. miejsce        | 5,75  |
| 2017 | Halowe mistrzostwa Europy               | Belgrad        | 1. miejsce        | 5,85  |
| 2017 | Superliga drużynowych mistrzostw Europy | Lille          | 5. miejsce        | 5,45  |
| 2017 | Mistrzostwa świata                      | Londyn         | 2. miejsce        | 5,89  |
| 2018 | Halowe mistrzostwa świata               | Birmingham     | 3. miejsce        | 5,85  |
| 2018 | Mistrzostwa Europy                      | Berlin         | 4. miejsce        | 5,90  |
| 2019 | Halowe mistrzostwa Europy               | Glasgow        | 2. miejsce        | 5,85  |
| 2019 | Mistrzostwa świata                      | Doha           | 3. miejsce        | 5,87  |
| 2021 | Halowe mistrzostwa Europy               | Toruń          | 3. miejsce        | 5,80  |
| 2021 | Igrzyska olimpijskie                    | Tokio          | 6. miejsce        | 5,80  |
| 2022 | Mistrzostwa świata                      | Eugene         | el. – 19. miejsce | 5,50  |
| 2022 | Mistrzostwa Europy                      | Monachium      | el. – 15. miejsce | 5,50  |
| 2023 | Halowe mistrzostwa Europy               | Stambuł        | 2. miejsce        | 5,80  |
| 2023 | Mistrzostwa świata                      | Budapeszt      | 9. miejsce        | 5,75  |
| 2024 | Halowe mistrzostwa świata               | Glasgow        | –                 | NM    |
| 2024 | Mistrzostwa Europy                      | Rzym           | 6. miejsce        | 5,75  |
| 2024 | Igrzyska olimpijskie                    | Paryż          | el. – 15. miejsce | 5,60  |
| 2025 | Halowe mistrzostwa Europy               | Apeldoorn      | el. – 13. miejsce | 5,65  |
| 2025 | I dywizja drużynowych mistrzostw Europy | Madryt         | 2. miejsce        | 5,70  |

### Krajowe
Medalista mistrzostw Polski seniorów ma w dorobku trzy złota (Białystok 2017, Poznań 2021, Suwałki 2022), jedno srebro (Szczecin 2014) i jeden brąz (Kraków 2015). Dziesięciokrotnie zajmował miejsca na podium podczas halowych mistrzostw kraju, zdobywając osiem złotych medali (Spała 2013, Toruń 2015, Toruń 2017, Toruń 2018, Toruń 2019, Toruń 2021, Toruń 2022, Toruń 2023) oraz dwa brązowe (Spała 2011, Toruń 2016) medale.

## Rekordy życiowe
- Skok o tyczce (stadion) – 6,02 (12 lipca 2019, Monako) absolutny rekord Polski
- Skok o tyczce (hala) – 6,00 (4 lutego 2017, Poczdam), halowy rekord Polski, 9. wynik w historii światowej lekkoatletyki

## Działalność marketingowa
W 2019 został ambasadorem marki Kia Motors.

## Odznaczenia
- Medal 100-lecia Odzyskania Niepodległości – 2019[18]

## Życie prywatne
Od 2016 roku Piotr Lisek jest mężem lekkoatletki Aleksandry Wiśnik. Mają dwoje dzieci – córkę Lilianę (ur. 2019) i syna Pawła (ur. 2023).

## Kariera freak fight

### Fame MMA
We wrześniu 2023 roku Lisek podpisał kontrakt na walkę na zasadach MMA z organizacją typu freak show fight – Fame MMA. Zadebiutował 29 września w szczecińskiej Netto Arenie podczas gali Fame Friday Arena 2. Jego przeciwnikiem był Dariusz Kaźmierczuk, znany w mediach społecznościowych pod pseudonimem „Daro Lew”. Zwyciężył już po minucie walki przez techniczny nokaut.
| Wynik   | Bilans | Przeciwnik (bilans przed walką) | Rozstrzygnięcie                  | Runda | Czas | Rozgrywki                                    | Data       | Miejsce  | Uwagi                             |
| ------- | ------ | ------------------------------- | -------------------------------- | ----- | ---- | -------------------------------------------- | ---------- | -------- | --------------------------------- |
| Wygrana | 1-0    | Dariusz Kaźmierczuk (3-12)      | TKO (ciosy pięściami w parterze) | 1     | 1:11 | Fame Friday Arena 2: Prezes FEN vs. Boxdel 2 | 29.09.2023 | Szczecin | Debiut w MMA. Limit umowny -92 kg |